# Comuna Berehove, Feodosia
Berehove (în ucraineană Берегове) este o comună în orașul regional Feodosia, Republica Autonomă Crimeea, Ucraina, formată din satele Berehove (reședința) și Stepove.

## Demografie
Componența lingvistică a comunei Berehove
     Rusă (74,7%)
     Tătară crimeeană (19,87%)
     Ucraineană (4,67%)
     Alte limbi (0,12%)
Conform recensământului din 2001, majoritatea populației comunei Berehove era vorbitoare de rusă (74,7%), existând în minoritate și vorbitori de tătară crimeeană (19,87%) și ucraineană (4,67%).